# Skärhamn
Skärhamn este un oraș în Suedia.

## Demografie
| \| Evoluția demografică a zonei urbane Skärhamn, 1970–2015 \| Evoluția demografică a zonei urbane Skärhamn, 1970–2015 \| Evoluția demografică a zonei urbane Skärhamn, 1970–2015 \| Evoluția demografică a zonei urbane Skärhamn, 1970–2015 \| Evoluția demografică a zonei urbane Skärhamn, 1970–2015 \| \| --------------------------------------------------------------------------------------- \| ------------------------------------------------------- \| ------------------------------------------------------- \| ------------------------------------------------------- \| ------------------------------------------------------- \| \| An \| \| \| Locuitori \| \| \| 1970 \| 1970 \| \| 1.463 \| 1.463 \| \| 1975 \| 1975 \| \| 1.769 \| 1.769 \| \| 1980 \| 1980 \| \| 2.335 \| 2.335 \| \| 1990 \| 1990 \| \| 2.941 \| 2.941 \| \| 1995 \| 1995 \| \| 3.147 \| 3.147 \| \| 2000 \| 2000 \| \| 3.084 \| 3.084 \| \| 2005 \| 2005 \| \| 3.180 \| 3.180 \| \| 2010 \| 2010 \| \| 3.193 \| 3.193 \| \| 2015 \| 2015 \| \| 3.495 \| 3.495 \| \| Sursa: SCB - Statistika Centralbyrån, Folkmängden per tätort. Vart femte år 1960 - 2016 \| \| \| \| \| |      |  |           |       |
| Evoluția demografică a zonei urbane Skärhamn, 1970–2015 |      |  |           |       |
| An |      |  | Locuitori |       |
| 1970 | 1970 |  | 1.463     | 1.463 |
| 1975 | 1975 |  | 1.769     | 1.769 |
| 1980 | 1980 |  | 2.335     | 2.335 |
| 1990 | 1990 |  | 2.941     | 2.941 |
| 1995 | 1995 |  | 3.147     | 3.147 |
| 2000 | 2000 |  | 3.084     | 3.084 |
| 2005 | 2005 |  | 3.180     | 3.180 |
| 2010 | 2010 |  | 3.193     | 3.193 |
| 2015 | 2015 |  | 3.495     | 3.495 |
| Sursa: SCB - Statistika Centralbyrån, Folkmängden per tätort. Vart femte år 1960 - 2016 |      |  |           |       |